# Conny Hamann
Conny Hamann-Boeriths, née le 16 septembre 1969 à Sønderborg, est une ancienne handballeuse internationale danoise qui évoluait au poste de demi-centre.
Avec l'équipe du Danemark, elle participe notamment aux jeux olympiques de 1996 où elle remporte la médaille d'or,.

## Palmarès

### En club
compétitions nationales
- championne du Danemark (4) en 1991, 1992, 1993 et 1994 (avec GOG Håndbold)
- vainqueur de la coupe du Danemark (2) en 1992 et 1993 (avec GOG Håndbold)

### En sélection nationale
Jeux olympiques
- médaille d'or aux Jeux olympiques de 1996 à Atlanta

championnats du monde
- finaliste championnat du monde 1993

championnats d'Europe
- vainqueur du championnat d'Europe 1994